# Сидни, Филип
Фи́лип Си́дни (англ. Philip Sidney; 30 ноября 1554 — 17 октября 1586) — английский поэт и общественный деятель елизаветинской эпохи. Принадлежал к высшей аристократии, состоял на дипломатической службе, заседал в Палате общин. Воевал в Нидерландах против Испании и был смертельно ранен в битве при Зютфене. Написал цикл сонетов «Астрофил и Стелла», трактат «Защита поэзии» и пасторальный роман «Аркадия», оставшийся незаконченным, причём всё это было опубликовано после его смерти.

## Биография
Аристократ по рождению, выпускник Оксфорда, Сидни питал любовь к наукам, языкам и литературе и стал покровителем поэтов, прежде чем прославился в этом качестве сам.
Готовясь к дипломатическому поприщу, он три года провёл на континенте во Франции, где сблизился с литераторами-протестантами Дюплесси-Морне и Безой. Пережив в Париже Варфоломеевскую ночь, Сидни горел желанием сражаться за дело протестантизма. С 1576 года занимал должность кравчего. В 1577 году был назначен послом при императорском дворе в Праге, где провел один год, после чего из-за своих религиозных идей попал в опалу. Королева не разделяла его религиозные идеи; тогда он удалился на время в свои поместья, где неожиданно раскрылся его поэтический талант. Этому способствовали литературные досуги в кружке его сестры Мэри, будущей графини Пембрук, покровительницы искусств. В сельской тиши Сидни создал цикл лирических сонетов и возвратился ко двору в блеске новой литературной славы, после того как Елизавета милостиво приняла посвящённую ей пастораль «Майская королева» и в 1583 году сделала его рыцарем. В столице вокруг него сплотился кружок поэтов, названный Ареопагом, включавший Габриэла Харви, Эдмунда Спенсера, Фулька Гревила и Эдварда Дайара. Отныне Сидни сделался в глазах современников английским воплощением совершенного придворного, сочетая аристократизм, образованность, доблесть и поэтический дар.
В 1581 и в 1584—1585 годах становился членом парламента как рыцарь от графства Кент. В 1583 году отправился на войну в Нидерланды. Достиг там военных успехов. В середине 1585 года назначен губернатором завоеванных территорий и руководителем королевской конницы. В течение года под его руководством английские войска не добились результата, в проигранной битве при Зютфене Сидни был тяжело ранен. Во время транспортировки в Арнхем получил заражение крови, от которого скончался. Тело его перевезли в Англию и с королевскими почестями похоронили в соборе Св. Павла 16 февраля 1587 года. Трагическая гибель протестантского героя сделала его английской национальной легендой, и в течение многих лет сэр Филип оставался самым популярным поэтом в Англии. Он же стал первым из поэтов елизаветинской эпохи, чьи стихи перевели на другие европейские языки.

## Творчество

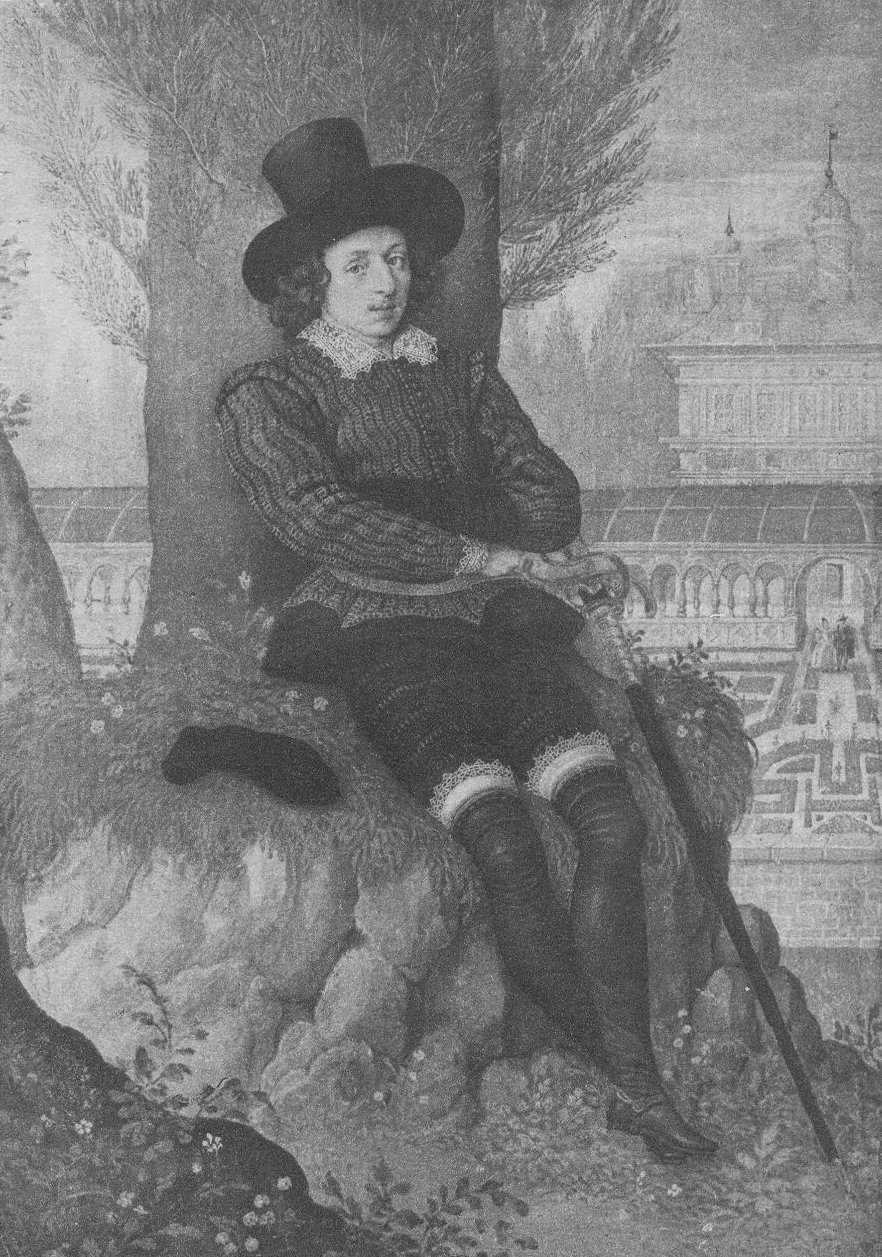
Филип Сидни

Сидни был новатором в поэзии и в теории литературы. При том, что устоявшаяся форма сонета была излюбленной и чрезвычайно распространённой в Европе в XVI веке, он не стал подражать итальянским или испанским образцам, как многие эпигоны, «мешавшие мёртвого Петрарки стон певучий» с «треском выспренных речей», хотя Сидни искренне почитал Петрарку и перевёл на английский многое из итальянской и испанской лирической поэзии. Он создал цикл из 108 сонетов «Астрофил и Стелла», оригинальность которого состояла в объединении этих поэтических миниатюр общим замыслом в эпопею, подлинную «трагикомедию любви» с её надеждами и обольщениями, ревностью и разочарованиями, борьбой добродетели и страсти. Финал цикла печален: лирический герой остался невознаграждённым за свою любовь и преданность, и в то же время оптимистичен, ибо муки и испытания указали ему путь к нравственному совершенству. Любовь открыла истинную красоту и отныне будет служить поддержкой в горестях и давать силы для новых подвигов, в том числе на гражданском поприще.
Поэт экспериментировал с включением диалога в сонеты, что делало его героев необыкновенно яркими живыми персонажами. В то же время его стихи полны неожиданных для читателя парадоксальных умозаключений и юмора. С лёгкой руки Сидни тонкая ирония стала характерной чертой английской лирики.
Отдавая должное и другим формам поэзии — элегиям, балладам, одам, героическому и сатирическому стиху, после Сидни английские поэты предпочитали сонет всем остальным. Э. Спенсер, Д. Дэвис оставили сотни миниатюрных шедевров, заключённых в неизменных 14 строчках.
Сидни выступил как серьёзный теоретик литературы и искусства в трактате «Защита поэзии» — эстетическом манифесте его кружка, написанном в ответ на пуританские памфлеты, осуждающие «легкомысленную поэзию». Он проникнут гуманистическими размышлениями о высоком предназначении литературы, воспитывающей нравственную личность и помогающей достичь духовного совершенства, которое невозможно без сознательных усилий самих людей. По мнению автора, цель всех наук, равно как и творчества заключается в «познании сущности человека, этической и политической, с последующим воздействием на него». С юмором и полемическим задором, опираясь на «Поэтику» Аристотеля, а также примеры из античной истории, философии и литературы, Сидни доказывал, что для пропаганды высоких нравственных идеалов поэт более пригоден, чем философ-моралист или историк с их скучной проповедью и назидательностью. Он же благодаря безграничной фантазии может свободно живописать перед аудиторией образ идеального человека. Поэт в его глазах вырастал в соавтора и даже соперника Природы: все остальные подмечают её закономерности, и «лишь поэт … создаёт в сущности другую природу, … то, что лучше порождённого Природой или никогда не существовало…»
Мысли Сидни о предназначении поэзии были восприняты лучшими литераторами той поры — Э. Спенсером, У. Шекспиром, Б. Джонсоном. Он заложил традицию, определившую лицо литературы в эпоху королевы Елизаветы, творимой поэтами-интеллектуалами, одержимыми высокими этическими идеалами, но чуждыми обывательскому морализаторству.
Филип Сидни и его протеже Э. Спенсер стали зачинателями английской пасторали. В 1590 году был опубликован незавершённый роман Сидни «Аркадия», в котором вольно чередовались проза и стихи, повествующий о захватывающих приключениях двух влюблённых принцев в благословенном краю, идиллическое описание которого воскрешало образ античной Аркадии, но в то же время в нём угадывается пейзаж родной поэту Англии.

## Сочинения
- Филип Сидни. Астрофил и Стелла. Защита поэзии. — М., 1982. (Литературные памятники).
- Сидни Ф. Аркадия / Пер. с англ.; предисл. Л. Володарской. — М.: РИОР, ИНФРА-М, 2011. — 640 с. — ISBN 978-5-369-00760-0